# Nicolas Werth

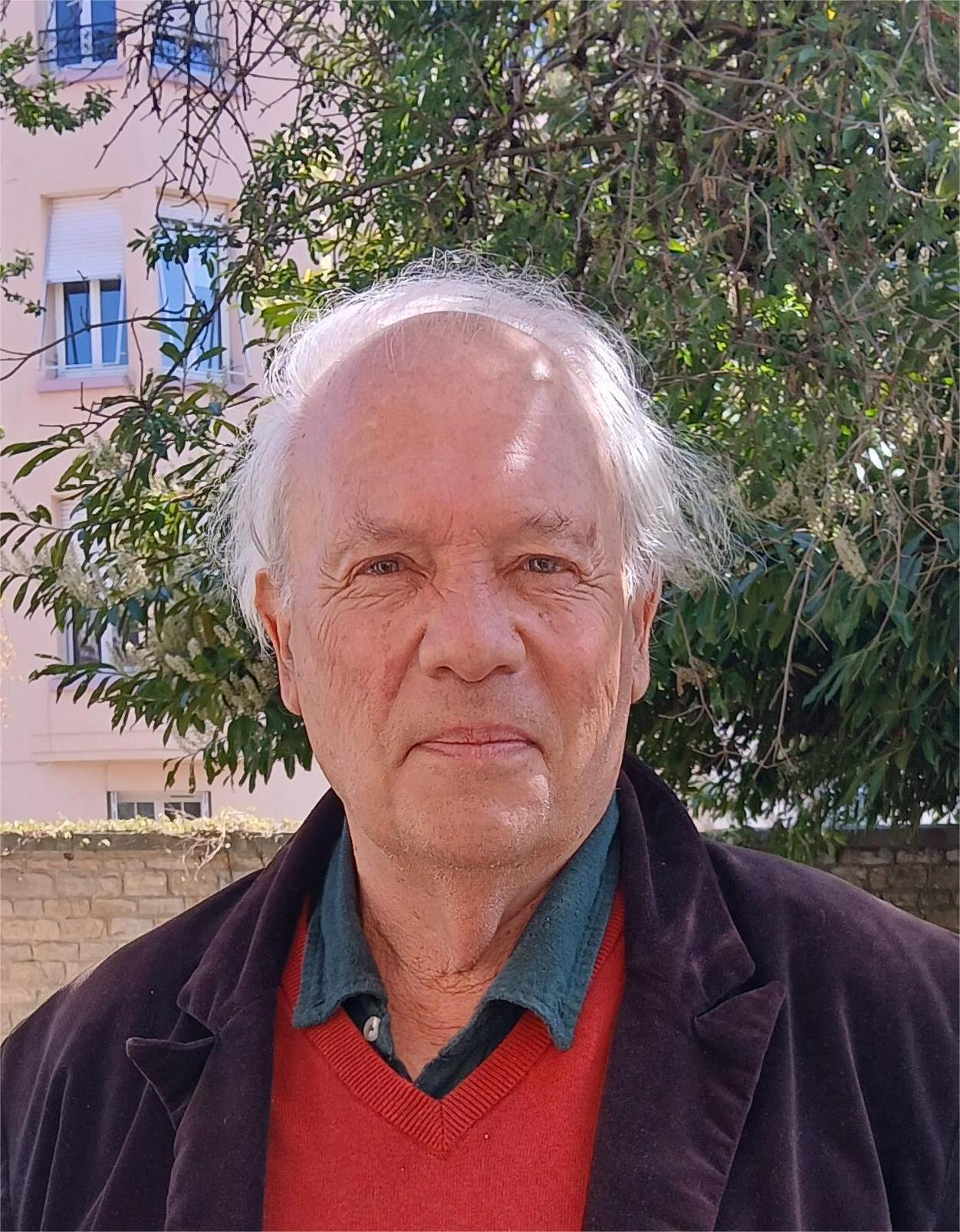
Nicolas Werth

Nicolas Werth (ur. 1950) – francuski historyk, sowietolog. 
Jest synem Alexandra Wertha. Profesor w Centre national de la recherche scientifique. 

## Wybrane publikacje
- Être communiste en URSS sous Staline, Gallimard, Paryż 1981, ISBN 978-2-0702-6327-1
- La Vie quotidienne des paysans russes de la Révolution à la collectivisation (1917-1939), Hachette, Paryż 1984, ISBN 978-2-0702-6327-1
- Rapports secrets soviétiques. La société russe dans les rapports confidentiels, 1921-1991, Gallimard, Paryż 1995[1]
- Histoire de l’Union soviétique de Lénine à Staline, PUF, Paryż 1995[2]
- Histoire de l’Union soviétique de Khrouchtchev à Gorbatchev, PUF, Paryż 1996[3]
- 1917 : La Russie en Révolution, w Découvertes Gallimard (nr 327), Gallimard, Paryż 1997[4]
- Histoire de l'Union soviétique. De l'Empire russe à la Communauté des États indépendants, 1900-1991, 6 edycja, PUF, Paryż 2008, ISBN 978-2-13-056120-0.
- Les Procès de Moscou (1936-1938), Éditions Complexe, Bruksela 2006 ISBN 2-8048-0101-2
- L'Île aux cannibales: 1933, une déportation-abandon en Sibérie, Perrin, Paryż 2006, ISBN 978-2-262-02941-8
- La Terreur et le désarroi. Staline et son système, Perrin, Paryż 2007, ISBN 978-2-262-02462-8
- L'Ivrogne et la marchande de fleurs: Autopsie d'un meurtre de masse 1937–1938, Tallandier, Paryż 2009, ISBN 978-2-7578-1864-0
- L'État soviétique contre les paysans: Rapport secrets de la police politique (Tcheka, GPU, NKVD) 1918-1939, (z Alexisem Berelowitchem), Talandier, Paryż 2011. ISBN 978-2-84734-575-9

## Publikacje w języku polskim
- Państwo przeciw społeczeństwu. Przemoc, represje i terror w Związku Sowieckim [w:] Stéphane Courtois, Nicolas Werth, Jean-Louis Panné, Andrzej Paczkowski, Karel Bartošek, Jean-Louis Margolin, Czarna księga komunizmu. Zbrodnie, terror, prześladowania, Warszawa: Prószyński i S-ka 1999, ISBN 83-7180-326-5
- Wyspa Kanibali 1933 - deportacja i śmierć na Syberii, Kraków: Społeczny Instytut Wydawniczy Znak 2011.
- Przemyśleć na nowo lata Wielkiego Terroru [w:] Wielki Terror 1937-1938, oprac. Tomasz Kizny, współpraca Dominique Roynette, tł. z fr. Jacek Giszczak, tł. z ros. Agnieszka Sowińska, Warszawa: Agora 2013.